# Abacetus drimostomoides
Abacetus drimostomoides es una especie de escarabajo terrestre de la subfamilia Pterostichinae.  Fue descrito por Chaudoir en 1869. 